# Comment perdre sa femme et trouver une maîtresse
Pour plus de détails, voir Fiche technique et Distribution.
Comment perdre sa femme et trouver une maîtresse (Come perdere una moglie e trovare un'amante) est un film italien réalisé par Pasquale Festa Campanile et sorti en 1978.

## Synopsis
Le dirigeant d'agence publicitaire Castelli rentre plus tôt que prévu à la maison en raison d'un accident d'automobile avec Eleonora Rubens, une jeune hollandaise abandonnée par son mari, et surprend sa femme américaine qui a une relation intime avec le plombier. Abattu par la tromperie, Castelli entame une psychanalyse auprès du docteur Rossini, qui lui prescrit un repos à la montagne à Valmalenco, dans le chalet des époux Anselmo et Anita. Le même psychanalyste envoie aussi Eleonora au même endroit. Après un certain nombre de rebondissements, les deux cœurs solitaires s'uniront.

## Fiche technique
- Titre français : Comment perdre sa femme et trouver une maîtresse[1]
- Titre original : Come perdere una moglie e trovare un'amante[2]
- Réalisation : Pasquale Festa Campanile
- Scénario : Piero Regnoli, Gianfranco Bucceri, Roberto Leoni, Alfonso Brescia, Luigi Malerba
- Photographie : Giuseppe Ruzzolini
- Montage : Alberto Gallitti
- Musique : Gianni Ferrio
- Costumes : Corrado Colabucci (it)
- Société de production : Cinematografica Alex s.r.l.
- Société de distribution : Titanus (Italie)
- Pays de production :  Italie
- Langue de tournage : italien
- Format : Couleur (Technospes) - Son mono - 35 mm
- Durée : 104 minutes
- Genre : Comédie érotique italienne
- Dates de sortie :
  - Italie : 28 novembre 1978
  - Finlande : 3 octobre 1980
  - France : 21 avril 2021 (Vidéo à la demande[1])

## Distribution
- Johnny Dorelli : Docteur Alberto Castelli
- Barbara Bouchet : Eleonora Rubens
- Carlo Bagno : Anselmo
- Elsa Vazzoler : Anita
- Felice Andreasi : Docteur Rossini
- Gino Pernice : Arturo, le mari d'Eleonora
- Toni Ucci : Le Frère capucin
- Enzo Cannavale : Le grand maître du yoga
- Annie Papa : L'épouse américaine d'Alberto
- Stefania Casini : Marisa, l'amie d'Eleonora
- Dino Emanuelli : Alfonso, le voisin d'Alberto
- Edda Ferronao : L'épouse d'Alfonso
- Tom Felleghy : L'employé d'Alberto